# Гернет Надія Миколаївна
Надія Миколаївна Гернет (18 квітня 1877 — 1943, Ленінград
, СРСР) — російська і радянська математикиня і педагогиня, учениця Д. Гільберта. Друга, після С. В. Ковалевської, в Росії жінка-математик з ученим ступенем доктора (за іншими відомостями — третя, другою була Єлизавета Федорівна Литвинова).

## Життєпис
Надія Гернет народилася 18 квітня 1877 року в дворянській сім'ї. Батько — Н. А. Гернет — з юнацьких років прилучився до революціонерів. Навесні 1866 його заарештували у справі Каракозова, утримували в Петропавлівській фортеці, потім — вислали в Тотьму Вологодської губернії. Там він познайомився і здружився з відомим народовольцем П. Л. Лавровим, також засланим. У лютому 1870 року разом з Г. О. Лопатіним, який організував його втечу і отримав за це новий термін заслання в Ардатов Симбірської губернії. Мати — також Надія Миколаївна — була народною вчителькою. Атмосфера сім'ї була пройнята ненавистю до самодержавства, мріями про свободу і рівноправність людей .
Старший брат — відомий юрист Михайло Гернет .
1892 року була прийнята до Симбірської гімназії, яку закінчила навесні 1894 року зі золотою медаллю. Закінчила Бестужевські вищі жіночі курси за фізико-математичним факультетом (1898).
1915 року захистила в Московському університеті дисертацію з теми «Про основне завдання варіаційного числення» і була затверджена в ступені магістерки математики. Професорка Бестужевських курсів (1918).
Від 1919 до 1929 року — професорка Ленінградського державного університету. Від 1929 до 1934 року працювала в Ленінградському електромеханічному інституті, потім в Індустріальному інституті. Член Московського математичного товариства.

Спогади про Н. М. Гернет залишила О. С. Вентцель, яка в 1920-і роки навчалася в ЛДУ: 
 Почерк у неї — щось невимовне. Крапка на дошці схожа на дитячу голову — розмірами і кудлатістю. Часто доходить до кінця дошки і, не знаючи, що робити далі, зупиняється. "На той бік, на той! "- кричать їй студенти. Вона регоче і повертається на вже залишений бік. А якщо писати вже ніде, переходить на стінку. На цей час вона з ніг до голови обсипана крейдою, сиве волосся падають з пучка на спину згорнутим жгутиком, пенсне розбите. Вона тупає ногою і кричить. <…> Все разом це схоже на святе безумство дервіша. <…> Ми, студенти, любили її надзвичайно. 
 Померла Н. М. Гернет у блокадному Ленінграді. Похована на Смоленському лютеранському кладовищі .